# Carlo Scognamiglio
Carlo Scognamiglio (Seriate, Llombardia, 31 de maig de 1983) fou un ciclista italià, que fou professional entre 2004 i 2011. Durant la seva carrera no va aconseguir cap victòria d'importància.

## Palmarès

### Resultats al Giro d'Itàlia
- 2008. 128è de la classificació general